# Dominique Caillat
Dominique Caillat (Washington D. C., 1956) es una dramaturga suiza establecida en Berlín.
Tras estudiar derecho, se examinó en Ginebra y Nueva York y trabajó como abogada internacional antes de estudiar técnicas básicas de actuación y dirección actoral.
En 1993 se mudó a Burg Namedy, Andernach, Alemania, cerca de Coblenza,y estableció y trabajó seis años la compañía juvenil “Theater in der Vorburg”.
Sus documentadas obras tratan temas sociopolíticos actuales y pasados como las víctimas de Tercer Reich.

## Teatro

### Juvenil
- Caspar Hauser[3] (1993)
- Les Misérables,[4] adapted from Victor Hugo (1994)
- Ein Schloss erzählt[5] (1995)
- Brunos Traum[6] (Festivalstern Jugendtheater Rheinland-Pfalz 1996)
- Leb wohl, Schmetterling (Kultursommer Rheinland-Pfalz, Burgfestpiele Mayen 1998; Nine Gates International Festival of Jewish Culture Prague 2000[7])
- Wir gehören zusammen[8] (Festivalstern Jugendtheater Rheinland-Pfalz and Burgfestspiele Mayen 1999)

### Drama
- Prolog, Szene und Epilog for Brundibár[9] (Vienna Chamber opera and ORF 1999)
- Niemandsland,[10] about youth violence (Kulturfabrik Koblenz, 2003)
- Kidnapping,[11][12] about the Israeli-Palestinian conflict (Premiered 2004 at the Staatstheater Mainz, German national tour 2005)
- État de piège,[13] thoroughly overhauled version of Kidnapping (Théâtre de Carouge, Geneva 2007)
- Darwins Beichte (Swiss-German tour 2009[14])
- La Confession de Darwin (Swiss-French tour 2009[14])

### Libros
- La Paix ou la mort - Dans les coulisses du drame israélo-palestinien[15] (Labor & Fides, Geneva 2007)

### Películas
- Leb wohl, Schmetterling, Documentary Film[1] of Olga Struškova (Jerusalem Film Festival, Czech Television 1998)

## Premios
- 1998: Premio de literatura infantil y juvenil Rheinland-Pfalz por Leb wohl, Schmetterling, tearo
- 1999: „Forum Artis plaudit“ Premio del distrito Mayen-Koblenz por Wir gehören zusammen, teatro
- 2009: Premio Fundación Pro Helvetia The Children’s Passion, Oratorium-Libretto